# (200144) 1998 DD21
(200144) 1998 DD21 es un asteroide perteneciente al cinturón de asteroides, descubierto el 22 de febrero de 1998 por el equipo del Spacewatch desde el Observatorio Nacional de Kitt Peak, Arizona, Estados Unidos.

## Designación y nombre
Designado provisionalmente como 1998 DD21.

## Características orbitales
1998 DD21 está situado a una distancia media del Sol de 2,544 ua, pudiendo alejarse hasta 2,853 ua y acercarse hasta 2,235 ua. Su excentricidad es 0,121 y la inclinación orbital 2,268 grados. Emplea 1482,43 días en completar una órbita alrededor del Sol.

## Características físicas
La magnitud absoluta de 1998 DD21 es 17,2.